# Gibswil-Schanzen
Die Gibswil-Schanzen in Gibswil bestehen aus drei Skisprungschanzen. Die kleineren Schanzen der Kategorie K 14, K 28 («Panoramaschanzen») stehen in Sennweid  (Wald ZH) und die mittlere Schanze der Kategorie K 60 («Bachtelblick-Schanze») steht auf Fischenthaler Boden. Die Schanzen sind mit Matten belegt und ganzjährig nutzbar.

## Geschichte

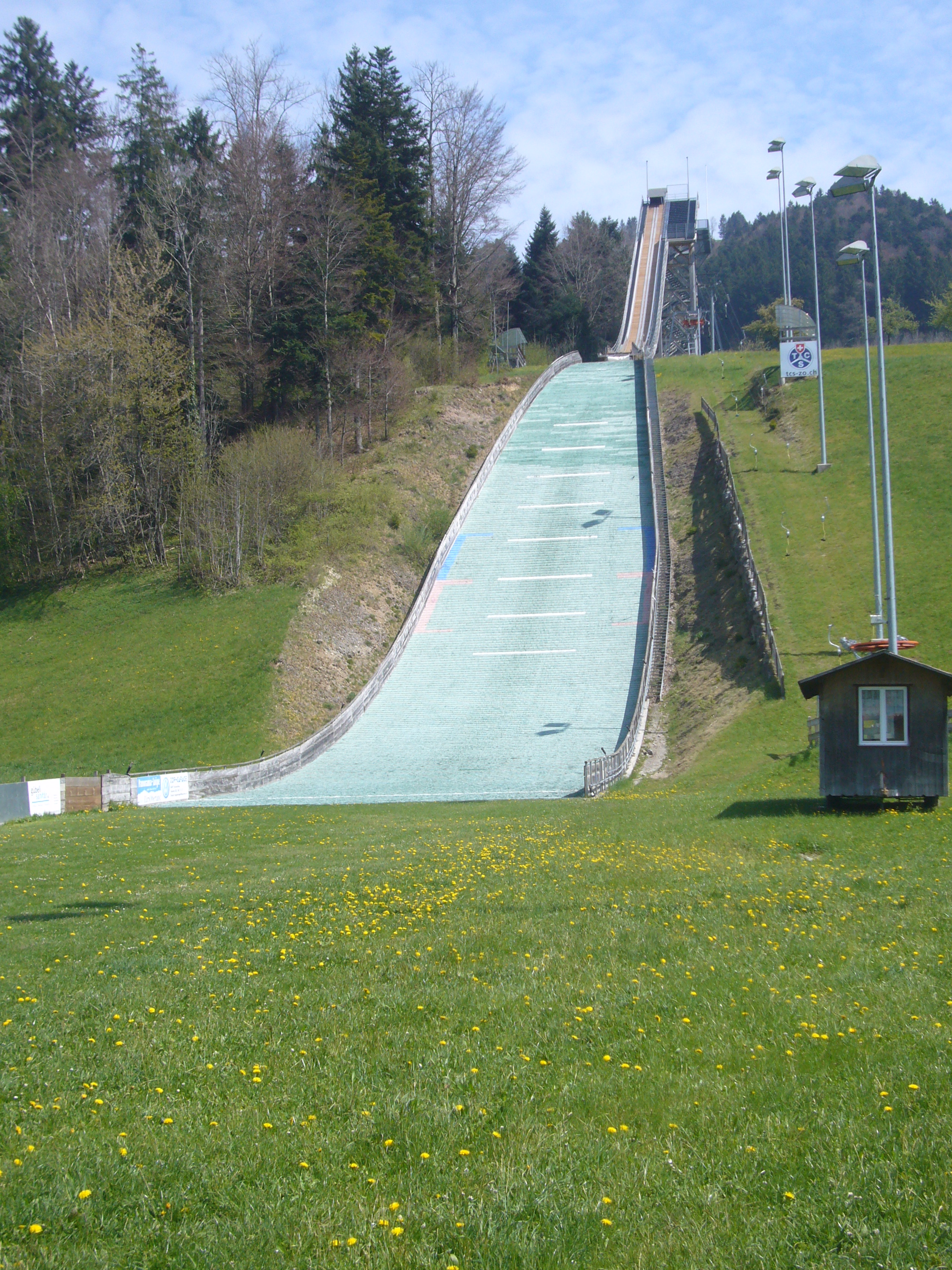
Bachtelblick-Schanze (April 2017)

Die Schanzen K 14 und K 28 wurden im Jahr 1997 in Sennweid eröffnet, gebaut von den Vereinen SC am Bachtel und SC Hinwil. Die Schanzen wurden 2011 abgerissen und 2012 durch einen Neubau ersetzt.
2005 wurde auf Fischenthaler Boden für 2'250'000 Schweizer Franken als Ersatz für die 2003 am Bachtel (K62 und K48) abgerissene Schanzen eine K 60-Schanze gebaut. Sie wurde am 1. Juli 2006 mit dem Schweizer Andreas Küttel eingeweiht. Die grosse K 60-Schanze hat einen 30 Meter hohem Holzanlaufturm.